# مارياني
مارياني (بالإنجليزية: Mariam Ismail)‏ هي مغنية وممثلة ماليزية وسنغافورية، ولدت في 20 أبريل 1933 في Tanjong Pagar ‏ في سنغافورة، وتوفيت في 1 ديسمبر 2015 في كوالالمبور في ماليزيا بسبب سرطان القولون.

## وصلات خارجية
- مارياني على موقع IMDb (الإنجليزية)
- مارياني على موقع قاعدة بيانات الفيلم (الإنجليزية)